# Эфес (пиво)
Efes (Эфес) — торговая марка турецкого пива. Принадлежит пивоваренной корпорации Anadolu Efes — лидеру турецкого рынка пива, доля которого в объёмах продаж пива в Турции составляет 89 % (2009). Соответственно, популярнейший сорт пива торговой марки — пильзнер Efes Pilsen является самым продаваемым пивом Турции.
Пиво торговой марки Efes экспортируется на 60 внешних национальных рынков. Кроме того, пиво Efes производится в ряде зарубежных стран, в которых корпорация Anadolu Efes имеет собственные производственные предприятия, в частности в России, Германии, Казахстане, Грузии, Молдавии.

## История
История Efes началась в 1969 году, когда пиво с таким названием начали выпускать две турецкие пивоварни, объединённые в группу компаний Efes Beverage Group. Торговая марка и компания-производитель получили своё название от древнегреческого города, остатки которого были найдены недалеко от современного турецкого города Измира, в котором располагается одна из пивоварен.
Компания стремительно развивалась, количество пивоварен на территории Турции было доведено до пяти. Объёмы производства пива компании, львиную долю которого составляет продукция торговой марки Efes, в течение 1969—2009 годов увеличились с 3 до 85 миллионов декалитров.
Со второй половины 1990-х турецкая компания начала активно развивать свой зарубежный бизнес, строя новые и покупая действующие пивоварни в других странах. Наряду с развитием локальных брендов, на большинстве таких внешних рынков осуществляется активное продвижение бренда Efes, пиво которого сейчас производятся предприятиями компании в России, Казахстане и Грузии.

## Разновидности
Ведущим сортом торговой марки Efes является:
- Efes Pilsen — пильзнер с содержанием алкоголя 5,0 %, продажи которого осуществляются примерно на 60 национальных рынках. В России выпускается АО «Пивоварня Москва-Эфес» под названием «Efes Pilsener».

Кроме этого, торговая марка включает ещё несколько сортов пива, в частности:
- Efes Dark — тёмное пиво с повышенным содержанием алкоголя 6,1 %.
- Efes Light — светлое пиво с уменьшенным содержанием алкоголя 3,0 %.
- Efes Ice — ледовое светлое пиво с содержанием алкоголя 4,2 %.
- Efes Extra — крепкое пиво с содержанием алкоголя 7,5 %, выпускается с 1993 года.
- Efes Fusion — пиво, которое варится с применением светлого и тёмного солода, с содержанием алкоголя 4,7 %. Разработано для российского рынка. Производится российскими заводами Anadolu Efes, откуда также экспортируется на рынки некоторых соседних стран.
- Efes Extra Shot — крепкое пиво с содержанием алкоголя 9,0 %, 237 ml, самый крепкий вид в линейке Efes.

## Эфес в России
Компания пришла в Россию в 1999 году открыв пивоварню в Москве. На данный момент компания располагает 11 пивоварнями на территории России. 